# Saison 2008-2009 de l'USM Blida
Maillots
Chronologie
Saison précédente
La saison 2008-2009 de l'Union sportive musulmane de Blida est la 24e saison du club en première division du championnat d'Algérie. Les matchs se déroulent en Division 1, et en Coupe d'Algérie.
Le championnat d'Algérie débute le 7 août 2008, avec la première journée de Division 1, pour se terminer le 28 mai 2009 avec la dernière journée de cette même compétition.

## Compétitions

### Championnat

#### Rencontres
| Date              | J           | Adversaire            | Lieu                                       | Résultat | Buteurs pour l'USMB                | Entraîneur | Références           |
| MATCHS ALLER      |             |                       |                                            |          |                                    |            |                      |
| 7 août 2008       | 1re journée | MC El Eulma           | Stade Mustapha-Tchaker - Blida             | 2-1      | Ézéchiel 86e, 90+2e                | Amrani     | [ Rapport match 1 ]  |
| 14 août 2008      | 2e journée  | AS Khroub             | Stade Abed-Hamdani - Khroub                | 2-0      | -                                  | Amrani     | [ Rapport match 2 ]  |
| 25 août 2008      | 3e journée  | JSM Béjaia            | Stade Mustapha-Tchaker - Blida             | 0-0      | -                                  | Amrani     | [ Rapport match 3 ]  |
| 29 août 2008      | 4e journée  | USM Annaba            | Stade du 19 mai 1956 - Annaba              | 0-1      | Benmeghit 23e                      | Amrani     | [ Rapport match 4 ]  |
| 11 septembre 2008 | 5e journée  | CA Bordj Bou Arreridj | Stade Mustapha-Tchaker - Blida             | 1-1      | Hamiti 18e                         | Amrani     | [ Rapport match 5 ]  |
| 18 septembre 2008 | 6e journée  | USM Alger             | Stade Omar-Hamadi - Alger                  | 1-0      | -                                  | Amrani     | [ Rapport match 6 ]  |
| 26 septembre 2008 | 7e journée  | NA Hussein Dey        | Stade Mustapha-Tchaker - Blida             | 1-2      | Chebira 64e                        | Amrani     | [ Rapport match 7 ]  |
| 16 octobre 2008   | 8e journée  | CR Belouizdad         | Stade du 20-Août-1955 (Alger)              | 0-1      | Djilani 79e                        | Amrani     | [ Rapport match 8 ]  |
| 23 octobre 2008   | 9e journée  | MSP Batna             | Stade Mustapha-Tchaker - Blida             | 1-1      | Belhaouel 32e                      | Amrani     | [ Rapport match 9 ]  |
| 31 octobre 2008   | 10e journée | ES Sétif              | Stade du 8-Mai-1945 - Sétif                | 2-1      | Hamiti 78e                         | Amrani     | [ Rapport match 10 ] |
| 10 novembre 2008  | 11e journée | JS Kabylie            | Stade Mustapha-Tchaker - Blida             | 0-2      | -                                  | Abdelaziz  | [ Rapport match 11 ] |
| 14 novembre 2008  | 12e journée | MC Saïda              | Stade Rebouh - Mouzaïa (huis clos)         | 0-0      | -                                  | Abdelaziz  | [ Rapport match 12 ] |
| 27 novembre 2008  | 13e journée | USM El Harrach        | Stade du 1er-Novembre-1954 (Alger)         | 1-0      | -                                  | Hammouche  | [ Rapport match 13 ] |
| 5 décembre 2008   | 14e journée | MC Alger              | Stade Rebouh - Mouzaïa (huis clos)         | 0-0      | -                                  | Hammouche  | [ Rapport match 14 ] |
| 15 décembre 2008  | 15e journée | ASO Chlef             | Stade Boumezrag - Chlef                    | 1-0      | -                                  | Hammouche  | [ Rapport match 15 ] |
| 29 janvier 2009   | 16e journée | RC Kouba              | Stade Mohamed-Benhaddad - Kouba            | 1-0      | -                                  | Hammouche  | [ Rapport match 16 ] |
|                   |             |                       |                                            |          |                                    |            |                      |
| MATCHS RETOUR     |             |                       |                                            |          |                                    |            |                      |
| 13 février 2009   | 17e journée | MC El Eulma           | Stade Messaoud-Zougar - El Eulma           | 3-1      | Mehdaoui 88e                       | Hammouche  | [ Rapport match 17 ] |
| 19 février 2009   | 18e journée | AS Khroub             | Stade Mustapha-Tchaker - Blida             | 1-0      | Ézéchiel 80e                       | Hammouche  | [ Rapport match 18 ] |
| 26 février 2009   | 19e journée | JSM Béjaia            | Stade de l'Unité Maghrébine - Béjaia       | 1-0      | -                                  | Hammouche  | [ Rapport match 19 ] |
| 2 mars 2009       | 20e journée | USM Annaba            | Stade Mustapha-Tchaker - Blida             | 2-0      | Belahoual 35e, Zemmouchi 77e       | Hammouche  | [ Rapport match 20 ] |
| 5 mars 2009       | 21e journée | CA Bordj Bou Arreridj | Stade du 20-août-1955 (Bordj-Bou-Arreridj) | 1-0      | -                                  | Hammouche  | [ Rapport match 21 ] |
| 23 mars 2009      | 22e journée | USM Alger             | Stade Mustapha-Tchaker - Blida             | 2-0      | Hamiti 46e, Ézéchiel 74e           | Khezzar    | [ Rapport match 22 ] |
| 19 mars 2009      | 23e journée | NA Hussein Dey        | Stade des Frères Zioui - Hussein Dey       | 0-0      | -                                  | Khezzar    | [ Rapport match 23 ] |
| 30 mars 2009      | 24e journée | CR Belouizdad         | Stade Mustapha-Tchaker - Blida             | 1-2      | Ézéchiel 82e                       | Khezzar    | [ Rapport match 24 ] |
| 2 avril 2009      | 25e journée | MSP Batna             | Stade du 1er novembre 1954                 | 1-0      | -                                  | Khezzar    | [ Rapport match 25 ] |
| 13 avril 2009     | 26e journée | ES Sétif              | Stade Mustapha-Tchaker - Blida             | 0-0      | -                                  | Khezzar    | [ Rapport match 26 ] |
| 16 avril 2009     | 27e journée | JS Kabylie            | Stade du 1er-Novembre-1954 (Tizi-Ouzou)    | 3-1      | Zemmouchi 15e                      | Khezzar    | [ Rapport match 27 ] |
| 30 avril 2009     | 28e journée | MC Saïda              | Stade du 13-Avril-1958 - Saida             | 0-0      | -                                  | Khezzar    | [ Rapport match 28 ] |
| 7 mai 2009        | 29e journée | USM El Harrach        | Stade Mustapha-Tchaker - Blida             | 2-0      | Hamiti 16e (pen.), 24e             | Khezzar    | [ Rapport match 29 ] |
| 14 mai 2009       | 30e journée | MC Alger              | Stade Omar-Hamadi - Alger                  | 1-1      | Hamiti 7e                          | Khezzar    | [ Rapport match 30 ] |
| 18 mai 2009       | 31é journée | RC Kouba              | Stade Mustapha-Tchaker - Blida             | 1-0      | Hamiti 37e (pen.)                  | Khezzar    | [ Rapport match 31 ] |
| 28 mai 2009       | 32é journée | ASO Chlef             | Stade OPOW - Koléa                         | 3-4      | Herbache 35e, 52e Selama 59e (csc) | Krebazza   | [ Rapport match 32 ] |

#### Classement final
Le classement est établi sur le barème de points suivant : une victoire vaut 3 points, un match nul 1 point et une défaite 0 point.
| Rang | Équipe                   | Pts | J  | G  | N  | P  | Bp | Bc | Diff |
| ---- | ------------------------ | --- | -- | -- | -- | -- | -- | -- | ---- |
| 1    | ES Sétif                 | 62  | 32 | 18 | 8  | 6  | 52 | 25 | +27  |
| 2    | JS Kabylie T             | 59  | 32 | 15 | 14 | 3  | 38 | 19 | +19  |
| 3    | JSM Béjaïa               | 53  | 32 | 15 | 8  | 9  | 33 | 20 | +13  |
| 4    | CR Belouizdad C          | 50  | 32 | 15 | 5  | 12 | 33 | 27 | +6   |
| 5    | MC Alger                 | 49  | 32 | 13 | 10 | 9  | 40 | 38 | +2   |
| 6    | USM Alger                | 48  | 32 | 13 | 9  | 10 | 38 | 31 | +7   |
| 7    | CA Bordj Bou Arreridj -1 | 48  | 32 | 14 | 7  | 11 | 34 | 33 | +1   |
| 8    | MC El Eulma P            | 46  | 32 | 13 | 7  | 12 | 37 | 35 | +2   |
| 9    | ASO Chlef                | 44  | 32 | 11 | 11 | 10 | 40 | 43 | -3   |
| 10   | USM Annaba               | 41  | 32 | 11 | 8  | 13 | 31 | 34 | -3   |
| 11   | USM El Harrach P         | 40  | 32 | 10 | 10 | 12 | 36 | 40 | -4   |
| 12   | AS Khroub                | 39  | 32 | 9  | 12 | 11 | 30 | 37 | -7   |
| 13   | NA Hussein Dey           | 39  | 32 | 10 | 9  | 13 | 28 | 35 | -7   |
| 14   | MSP Batna P              | 38  | 32 | 10 | 8  | 14 | 26 | 35 | -9   |
| 15   | USM Blida                | 33  | 32 | 8  | 9  | 15 | 23 | 31 | -8   |
| 16   | MC Saïda                 | 29  | 32 | 7  | 8  | 17 | 25 | 40 | -15  |
| 17   | RC Kouba P               | 23  | 32 | 6  | 5  | 21 | 23 | 44 | -21  |

Résultat
- Qualifié pour la Ligue des champions 2010
- Qualifié pour la Coupe de la confédération 2010

Relégation
- Relégation en Division 2

Abréviations
T : Tenant du titre

C : Vainqueur de la Coupe d'Algérie 2008-2009

P : Promus de Division 2

-1 : 1 point de pénalité

### Coupe d'Algérie

#### Rencontres
| Date            | Tour          | Adversaire | Stade (ville)                           | Résultat | Buteurs pour l'USMB                     | Entraîneur | Références           |
| 15 janvier 2009 | 32e de finale | JSM Bejaïa | Stade du 1er-Novembre-1954 (Tizi-Ouzou) | 2-1      | Zemmouchi 6e, Hamiti 17e                | Hammouche  | [ Rapport match 33 ] |
| 2 février 2009  | 16e de finale | Paradou AC | Koléa - Stade OPOW                      | 1-3      | Abdellali 18e, 45e, Ézéchiel 78e (pen.) | Hammouche  | [ Rapport match 34 ] |
| 8 février 2009  | 8e de finale  | ES Sétif   | Stade du 20-Août-1955 (Alger)           | 0-1      | -                                       | Hammouche  | [ Rapport match 35 ] |

### Effectif
L'effectif professionnel de la saison 2008-2009 comprend 30 joueurs.
Effectif de la saison 2008-2009
| Numéro | Poste          | Nom                     | Naissance  | Nationalité sportive | Sélection | Club précédent        |
| ------ | -------------- | ----------------------- | ---------- | -------------------- | --------- | --------------------- |
|        | Gardien de but | Mohamed Ghalem          | 17/10/1977 | Algérie              | -         | RC Kouba              |
| 1      | Gardien de but | TOUAL Hassane           | 03/01/1983 | Algérie              | -         | NA Hussein Dey        |
| 12     | Gardien de but | ZENATI Omar             | 06/08/1983 | Algérie              |           | -                     |
| 25     | Défenseur      | BELAHOUAL Mohamed       | 14/06/1987 | Algérie              | -         | -                     |
| 15     | Défenseur      | BENAMARA Miloud         | 26/11/1979 | Algérie              |           | -                     |
| 21     | Défenseur      | BENAMEUR Ishak          | 06/09/1986 | Algérie              | -         | -                     |
| 2      | Défenseur      | BESSAS Mohamed Cherif   | 14/01/1987 | Algérie              | -         | -                     |
| 27     | Défenseur      | CHEBIRA Abdellah        | 12/07/1986 | Algérie              | -         | -                     |
| 3      | Défenseur      | FERAOUN Abderrezak      | 26/05/1985 | Algérie              | -         | -                     |
| 5      | Défenseur      | Abdelkader Meziane      | 10/09/1984 | Algérie              | -         | -                     |
| 23     | Défenseur      | MOHAMMEDI Kamel         | 16/08/1980 | Algérie              | -         | -                     |
|        | Défenseur      | OULD ZMIRLI Hossam      | 07/11/1984 | Algérie              | -         | USM Alger             |
| 13     | Défenseur      | OUSSAAD Nasreddine      | 12/03/1986 | Algérie              | -         | -                     |
| 22     | Défenseur      | Benziane Senouci        | 05/10/1981 | Algérie              | -         | MC Saïda              |
| 4      | Défenseur      | Abderaouf Zemmouchi     | 09/02/1987 | Algérie              | -         | -                     |
| 14     | Milieu         | Nacim Mustapha Abdelali | 19/12/1981 | Algérie              | -         | -                     |
| 29     | Milieu         | Nasredine Bacha         | 28/12/1988 | Algérie              | -         | -                     |
| 17     | Milieu         | Faouzi Chadouli         | 03/01/1982 | Algérie              | -         | ASO Chlef             |
| 10     | Milieu         | Bilel Herbache          | 04/01/1986 | Algérie              | -         | -                     |
| 19     | Milieu         | Fouaz Khaled            | 01/04/1983 | Algérie              | -         | CA Bordj Bou Arreridj |
| 30     | Milieu         | Jud Vernyuy Kongnyuy    | 05/05/1988 | Cameroun             | -         | -                     |
| 16     | Milieu         | Hamza Ouanas            | 18/12/1988 | Algérie              | -         | -                     |
|        | Milieu         | Mohamed Saadi           | 23/08/1987 | Algérie              | -         | -                     |
| 8      | Milieu         | Zoubir Zmit             | 11/06/1975 | Algérie              | -         | MC Alger              |
| 28     | Attaquant      | Mohamed Belloufa        | 25/04/1985 | Algérie              |           |                       |
| 18     | Attaquant      | Hichem Benmeghit        | 17/04/1988 | Algérie              |           |                       |
| 9      | Attaquant      | Hadj Saad Djilani       | 24/09/1984 | Algérie              |           |                       |
| 7      | Attaquant      | Farès Hemitti           | 26/06/1987 | Algérie              |           | Formé au club         |
| 11     | Attaquant      | Mohamed Mehdaoui        | 29/09/1979 | Algérie              |           | CA Bordj Bou Arreridj |
| 20     | Attaquant      | Ézéchiel Ndouassel      | 22/04/1988 | Tchad                |           |                       |

## Statistiques individuelles
Dernière mise à jour : après 4e journée.
| no | Nat. | Nom                   | Division 1 | Division 1 | Division 1 | Division 1 | Division 1 | Division 1 | Division 1 | Division 1            | Division 1   | Coupe d'Algérie | Coupe d'Algérie | Coupe d'Algérie | Coupe d'Algérie | Coupe d'Algérie | Coupe d'Algérie | Coupe d'Algérie | Coupe d'Algérie       | Coupe d'Algérie |
| no | Nat. | Nom                   | MJ         | AP         | CE         | EJ         | QT         | B          | Averti     | Averti · Carton rouge | Carton rouge | MJ              | AP              | CE              | EJ              | QT              | B               | Averti          | Averti · Carton rouge | Carton rouge    |
| -- | ---- | --------------------- | ---------- | ---------- | ---------- | ---------- | ---------- | ---------- | ---------- | --------------------- | ------------ | --------------- | --------------- | --------------- | --------------- | --------------- | --------------- | --------------- | --------------------- | --------------- |
| 27 |      | Mohamed Ghalem        |            |            |            |            |            |            |            |                       |              |                 |                 |                 |                 |                 |                 |                 |                       |                 |
| 1  |      | Toual Hassane         | 224        | 3          | 3          | 1          | 0          | 0          | 1          | 0                     | 0            |                 |                 |                 |                 |                 |                 |                 |                       |                 |
| 12 |      | Zenati Omar           | 136        | 2          | 2          | 0          | 1          | 0          | 0          | 0                     | 0            |                 |                 |                 |                 |                 |                 |                 |                       |                 |
| 25 |      | Mohamed Belahoual     | 180        | 2          | 2          | 0          | 0          | 0          | 0          | 0                     | 0            |                 |                 |                 |                 |                 |                 |                 |                       |                 |
| 15 |      | Miloud Benamara       | 180        | 2          | 2          | 0          | 0          | 0          | 0          | 0                     | 0            |                 |                 |                 |                 |                 |                 |                 |                       |                 |
| 21 |      | Ishak Benameur        |            |            |            |            |            |            |            |                       |              |                 |                 |                 |                 |                 |                 |                 |                       |                 |
| 2  |      | Mohamed Cherif Bessas |            |            |            |            |            |            |            |                       |              |                 |                 |                 |                 |                 |                 |                 |                       |                 |
| 27 |      | Abdellah Chebira      | 340        | 4          | 4          | 0          | 0          | 0          | 1          | 0                     | 0            |                 |                 |                 |                 |                 |                 |                 |                       |                 |
| 3  |      | Feraoun Abderrezak    | 30         | 1          | 1          | 1          | 0          | 0          | 0          | 0                     | 0            |                 |                 |                 |                 |                 |                 |                 |                       |                 |
| 5  |      | Abdelkader Meziane    | 246        | 3          | 3          | 0          | 1          | 0          | 1          | 0                     | 0            |                 |                 |                 |                 |                 |                 |                 |                       |                 |
| 23 |      | Kamel Mohammedi       |            |            |            |            |            |            |            |                       |              |                 |                 |                 |                 |                 |                 |                 |                       |                 |
|    |      | Hossam Ould Zmirli    |            |            |            |            |            |            |            |                       |              |                 |                 |                 |                 |                 |                 |                 |                       |                 |
| 13 |      | Nasreddine Oussad     | 46         | 1          | 1          | 0          | 1          | 0          | 0          | 0                     | 0            |                 |                 |                 |                 |                 |                 |                 |                       |                 |
| 22 |      | Benziane Senouci      | 224        | 3          | 3          | 0          | 1          | 0          | 0          | 0                     | 0            |                 |                 |                 |                 |                 |                 |                 |                       |                 |
| 4  |      | Abderaouf Zemmouchi   | 270        | 3          | 3          | 0          | 0          | 0          | 1          | 0                     | 0            |                 |                 |                 |                 |                 |                 |                 |                       |                 |
| 14 |      | Nacim Abdelali        | 185        | 4          | 3          | 0          | 1          | 1          | 0          | 0                     | 0            |                 |                 |                 |                 |                 |                 |                 |                       |                 |
| 29 |      | Nasredine Bacha       |            |            |            |            |            |            |            |                       |              |                 |                 |                 |                 |                 |                 |                 |                       |                 |
| 17 |      | Faouzi Chadouli       | 44         | 1          | 1          | 0          | 0          | 0          | 0          | 0                     | 0            |                 |                 |                 |                 |                 |                 |                 |                       |                 |
| 10 |      | Billel Herbache       | 34         | 1          | 1          | 1          | 0          | 0          | 0          | 0                     | 0            |                 |                 |                 |                 |                 |                 |                 |                       |                 |
| 19 |      | Khaled Fouaz          | 105        | 2          | 2          | 0          | 2          | 0          | 0          | 0                     | 0            |                 |                 |                 |                 |                 |                 |                 |                       |                 |
| 30 |      | Jud Vernyuy Kongnyuy  | 162        | 2          | 2          | 0          | 1          | 0          | 0          | 0                     | 0            |                 |                 |                 |                 |                 |                 |                 |                       |                 |
| 16 |      | Hamza Ouanas          | 90         | 1          | 1          | 0          | 0          | 0          | 0          | 0                     | 0            |                 |                 |                 |                 |                 |                 |                 |                       |                 |
|    |      | Mohamed Saadi         |            |            |            |            |            |            |            |                       |              |                 |                 |                 |                 |                 |                 |                 |                       |                 |
| 8  |      | Zoubir Zmit           | 316        | 4          | 4          | 0          | 0          | 0          | 0          | 0                     | 0            |                 |                 |                 |                 |                 |                 |                 |                       |                 |
| 28 |      | Mohamed Belloufa      | 31         | 1          | 1          | 0          | 1          | 0          | 0          | 0                     | 0            |                 |                 |                 |                 |                 |                 |                 |                       |                 |
| 18 |      | Hichem Benmeghit      | 46         | 1          | 1          | 0          | 1          | 1          | 1          | 0                     | 0            |                 |                 |                 |                 |                 |                 |                 |                       |                 |
| 9  |      | Hadj Saad Djilani     | 90         | 1          | 1          | 0          | 0          | 0          | 0          | 0                     | 0            |                 |                 |                 |                 |                 |                 |                 |                       |                 |
| 7  |      | Farès Hemitti         | 135        | 2          | 2          | 0          | 1          | 0          | 0          | 0                     | 0            |                 |                 |                 |                 |                 |                 |                 |                       |                 |
| 11 |      | Mohamed Mehdaoui      | 178        | 3          | 2          | 2          | 0          | 0          | 0          | 0                     | 0            |                 |                 |                 |                 |                 |                 |                 |                       |                 |
| 20 |      | Ézéchiel Ndouassel    | 270        | 3          | 3          | 0          | 0          | 2          | 0          | 0                     | 0            |                 |                 |                 |                 |                 |                 |                 |                       |                 |

## Meilleurs buteurs
| Rang | Joueur                  | Cham. | Coupe | Total |
| ---- | ----------------------- | ----- | ----- | ----- |
| 1    | Farès Hemitti           | 7     | 1     | 8     |
| 2    | Ézéchiel Ndouassel      | 5     | 1     | 6     |
| 3    | Abderaouf Zemmouchi     | 2     | 1     | 3     |
| 4    | Mohamed Belahouel       | 2     | 0     | 2     |
| 4    | Bilel Herbache          | 2     | 0     | 2     |
| 4    | Nacim Mustapha Abdelali | 0     | 2     | 2     |
| 6    | Hichem Benmeghit        | 1     | -     | 1     |
| 6    | Abdellah Chebira        | 1     | -     | 1     |
| 6    | Hadj Saad Djilani       | 1     | -     | 1     |
| 6    | Mohamed Mehdaoui        | 1     | -     | 1     |
|      | But contre son camp     | 1     | 0     | 1     |
|      | Total                   | 23    | 5     | 28    |

## Transfert
C'est ainsi que Samadi (WR Bentalha), Ouadah et Harkas (MCS), Endzenga (Kawkeb de Marrakech), Dis (ESS), Belaoued et Maroci (JSK), Chehloul (ASO), Hazi (RCK), Aoun Seghir (MOC) et Chellali (MCEE) sont partis vers d'autres cieux. Zaïm a tout de suite fait appel à l'entraîneur Amrani. Ce dernier a choisi Abdelaziz et Branci pour compléter son staff. Ensuite, le boss blidéen (avec le consentement du nouvel entraîneur) a opté pour une stratégie de rajeunissement de l'effectif. La majorité des nouvelles recrues blidéennes sont jeunes et viennent des divisions inférieures ; seuls Mehdaoui et Fouaz (CABBA), Chamini et Chadouni (OMR), Senouci (MCS), Toual (NAHD) et Feraoun (ASO) évoluaient en nationale I la saison dernière. Les autres ont pour noms Zenati (ABS), Benmeghit (OM Arzew), Abdelaâli (Niort) Hadj Saâd (Aïn Defla), Belahouel et Beloufa (ESM). Tous ces nouveaux retrouveront ceux qui sont restés à Blida. C'est-à-dire Zmit, Meziane, Zemmouchi, Hamiti, Chebira et Herbache.
Cependant, juste avant le départ pour Aïn Draham (Tunisie) où s'est déroulé le stage d'intersaison, Zaïm a recruté deux joueurs africains dont on dit le plus grand bien. Il s'agit du Tchadien Ezitchel et du Camerounais N'komi, deux attaquants de grosse pointure. D'ailleurs, ils se sont distingués en Tunisie lors des matchs amicaux à tel point qu'ils ont suscité l'intérêt de clubs tunisiens de première division. Les poulains de Amrani ont croisé le fer avec les Algériens de Zarzis (0 à 1), les Algériens du CRB (2 à 2), contre Gabes (3 à 1), le CABizerte (1 à 2) et le CABBA (0 à 0). Les Blidéens ont été les hôtes à dîner du club tunisien CA Bizerte à l'occasion de son 60e anniversaire. La délégation a apprécié le geste d'amitié.
Les Blidéens sont rentrés au pays hier après-midi. Selon le staff technique, il ne manquerait plus qu'un défenseur axial pour boucler le recrutement. C'est ainsi que l'on a appris que l'USMB a recruté deux défenseurs, l'un de Oued Rhiou et l'autre de Remchi. On parle aussi avec insistance de la venue d'un émigré (ancien international).